# تيد باريت
تيد باريت (بالإنجليزية: Ted Barrett)‏ هو حكم كرة قاعدة ‏ أمريكي، ولد في 31 يوليو 1965 في باسكو في الولايات المتحدة.